# Elizabeth Meriwether

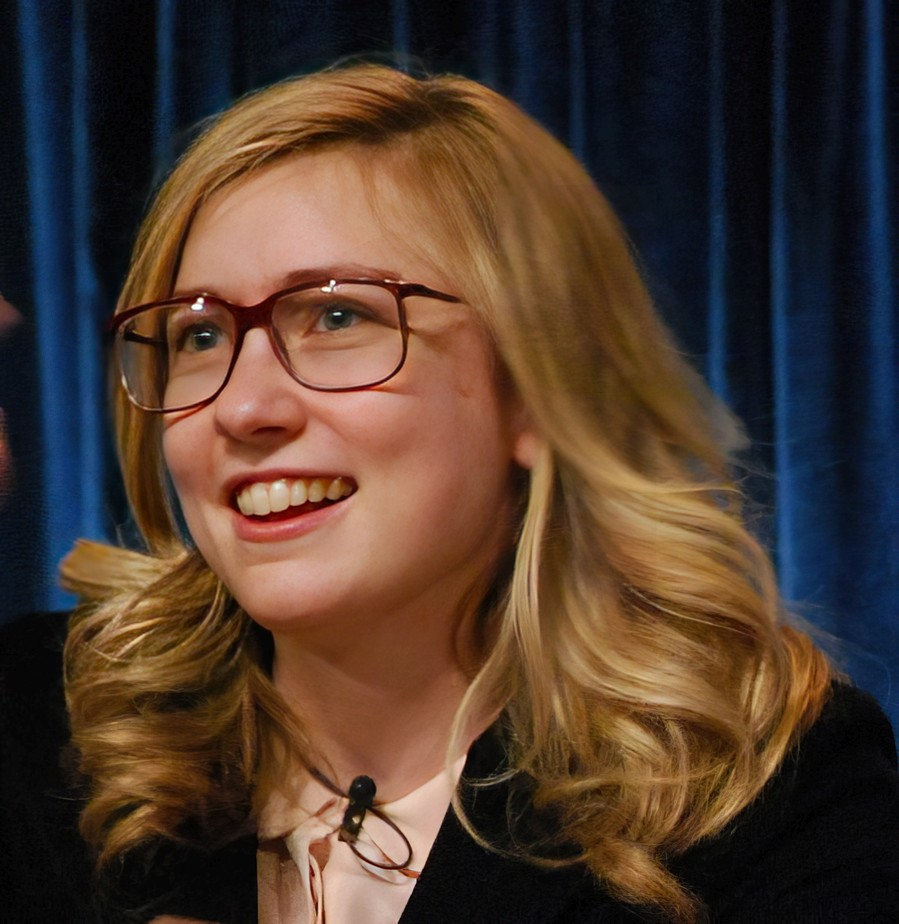
Elizabeth Meriwether (2012)

Elizabeth „Liz“ Meriwether (* 11. Oktober 1981 in Miami) ist eine US-amerikanische Dramatikerin, Drehbuchautorin und Fernsehproduzentin. Sie wurde einem großen Publikum bekannt als Schöpferin und Showrunnerin der Fernsehserie New Girl.

## Leben
Elizabeth Meriwether wurde 1981 in Miami geboren und wuchs als Tochter eines Zeitungsverlegers und einer Künstlerin, die in Gefängnissen unterrichtete in Ann Arbor, im US-Bundesstaat Michigan auf. Dort besuchte sie bis 2000 die Greenhills School. Danach studierte sie Dramaturgie an der Yale University. Während ihres Studiums schrieb sie das Theaterstück Nicky Goes Goth, in dem ihre Kommilitonin Zoe Kazan mitspielte. Nach ihrem Abschluss im Jahr 2004 wurde das Stück auf dem New York International Fringe Festival gezeigt. Dies erregte Aufsehen und verschaffte ihr Aufträge im Off-Broadway. So schrieb Meriwether die Stücke Heddatron (2006), The Mistakes Madeline Made (2006) und Oliver Parker! (2010).
Im Jahr 2006 schrieb Meriwether eines ihrer Theaterstücke als Drehbuch für eine Comedyserie um. Das Projekt unter dem Namen Sluts über vier Mitbewohnerinnen wurde als Pilot für FOX verfilmt. Es ging nicht in Serie, verschaffte ihr aber neue Kontakte. So schrieb sie ein Drehbuch für eine Folge der Serie Childrens' Hospital (2010) und ihr Drehbuch für die Komödie Freundschaft Plus (2011) wurde mit Natalie Portman und Ashton Kutcher in den Hauptrollen verfilmt. Währenddessen arbeitete sie für FOX an einer weiteren Serie über eine Frau, die in eine Männer-WG zieht. Ursprünglich Chicks and Dicks genannt, wurde diese Comedyserie schließlich unter dem Namen New Girl mit Zooey Deschanel in der Hauptrolle 2012 erstmals ausgestrahlt. Die Serie war sowohl bei Kritikern als auch was die Einschaltquoten betraf äußerst erfolgreich. Bis 2018 wurden sieben Staffeln der Serie produziert. In zwei Folgen der Serie führte Meriwether auch Regie. Als New Girl 2018 endete, schuf Meriwether mit Bless This Mess und Single Parents zwei Comedyserien für ABC, die beide um eine weitere Staffel verlängert wurden. Der Hollywood Reporter nahm sie daher 2019 in die Liste der Top 50 Showrunner auf. 2022 schuf Meriwether die Hulu-Miniserie The Dropout über den Aufstieg und Fall von Elizabeth Holmes. 2025 arbeitete Meriwether als Showrunnerin an der Miniserie Dying for Sex.

## Filmografie
- 2009: Twilight Cycles (Kurzfilm)
- 2010: Childrens' Hospital (Fernsehserie, Episode 2x10)
- 2011: Freundschaft Plus (No Strings Attached)
- 2017: Thin Ice (Fernsehfilm)
- 2012–2018: New Girl (Fernsehserie, 146 Episoden)
- 2018–2020: Bless This Mess (Fernsehserie, 26 Episoden)
- 2019–2020: Single Parents (Fernsehserie, 45 Episoden)
- 2022: The Dropout (Miniserie, 8 Episoden)
- 2025: Dying for Sex (Miniserie, 8 Episoden)